# 이누피아크어
이누피아크어는 이누이트어의 방언 그룹에 해당하는 언어이다. 이누피아트족(Iñupiat)이 사용하는 언어로, 이들은 알래스카 북부 및 북서부의 북극해 연안 지역에 거주한다. 사용 인구는 약 2,000명이다. 대부분의 사용 인구가 40세 이상으로, 사어 위험이 있는 언어로 간주된다. 이누피아크어는 알래스카주의 공식 언어이다.

## 같이 보기
- 이누이트어